# Правдино (Краснознаменский район)
Правдино (до 1946 — Грумбковсфельде (нем. Grumbkowsfelde)) — посёлок в Краснознаменском городском округе Калининградской области. Входил в состав Добровольского сельского поселения.

## География
Расположен в северо-восточной части Калининградской области, в 11 км по прямой (15,5 км по дорогам) к юго-востоку от районного центра, города Краснознаменска. В окрестностях посёлка берёт начало река Инструч.

## История
Нынешнее поселение ведёт свою историю от двух населённых пунктов, постепенно менявших названия (в сторону большей их германизации) в течение орденско-прусско-германского этапов своей истории:
1. Яннайчен в XVII — начале XVIII веков, Грумбкокайтен около 1736 год, Грумбковкайтен до 1928 года, Грумбковсфельде до 1947 года;
2. Вингеруппен до 1769 года, Вингерн до 1945 года[2].

В 1910 году численность населения Грумбковкайтена составляла 241 человек. 17 октября 1928 Грумбковкайтен был переименован в Грумбковсфельде. В 1933 году численность населения Грумбковсфельде составляла 146 человек, в 1939 году — 116 человек.
В 1910 году в Вингерне проживало 160 человек, в 1933 году — 147 человек, в 1939 году — 129 человек.
По итогам Второй Мировой войны переданы в состав СССР.
В 1947 году Вингерн и Грумбковсфельде были объединены в посёлок Правдино.

## Население
| 1867 | 1885 | 1910 | 1925 | 1933 | 1939 | 2002 |
| ---- | ---- | ---- | ---- | ---- | ---- | ---- |
| 251  | ↗258 | ↘241 | ↗331 | ↘146 | ↘116 | ↗477 |
| 2010 |      |      |      |      |      |      |
| ↗499 |      |      |      |      |      |      |